# بیمارستان دکتر بسکی گنبد کاوس
بیمارستان دکتر بسکی گنبد کاووس واقع در استان گلستان، شهرستان گنبد کاووس بیمارستانی است درمانی و وابسته به دانشگاه علوم پزشکی گلستان با ۵۰ تخت ثابت که در سال ۱۳۴۵ به عنوان اولین مرکز خصوصی شرق استان توسط دکتر غلامعلی بسکی تأسیس گردید. این بیمارستان در سال ۱۳۹۱ توانست به عنوان برترین مرکز خصوصی استان گلستان در امر برقراری طرح حاکمیت بالینی شناخته شود. همچنین با کسب جایزهٔ تعالی مشتری مداری و ثبت درکتاب چهره‌های ماندگار مشتری مداری کشور شود.
همچنین هلال احمر به صورت سازمان داوطلبان با این بیمارستان همکاری می‌کند.
هم‌اکنون این بیمارستان دارای بخش‌های:
اطفال، نوزادان، ای سی یو، اتاق عمل، جراحی زنان، جراحی عمومی، زایشگاه و درمانگاه‌های زنان می‌باشد. این مرکز با داشتن جدیدترین دستگاه‌های پیشرفته «فیکو چشمی» به عنوان قطب برتر چشم در منطقه به‌شمار می‌رود. همچنین زایمان طبیعی در این بیمارستان رایگان می‌باشد.